# Beretta M12
Beretta Model 12 — итальянский пистолет-пулемёт.

## Описание
В этом пистолете-пулемёте применён набегающий на ствол свободный затвор (по типу Uzi). Огонь ведётся с открытого затвора. Приклад может быть металлическим складным или деревянным нескладным. Оружие имеет переднюю рукоять.

## Варианты
- Beretta M12 — первый вариант, выпущенный в 1959 году. Огонь может вести в одиночном и в автоматическом режимах[3].
- Beretta M12s — выпущенная в 1978 году модификация. В варианте M12s используется магазин на 32 патрона. Огонь может вестись одиночными, очередями с отсечкой по три патрона и автоматически.
- PM12-SD — первый вариант с предохранительным взводом (англ. Half-cock).
- PM12-S2 — современная версия M12, также с предохранительным взводом.

## Страны-эксплуатанты
- Алжир[4]
- Бахрейн[4].
- Бельгия производится по лицензии компанией FN Herstal[4]
- Бразилия: Производится по лицензии «Taurus»[3][5][6]. Стандартный пистолет-пулемёт армии Бразилии, где он обозначен как M972[4][5].
- Ватикан[4]
- Венесуэла[3][4].
- Габон[3][4].
- Гватемала[4].
- Гайана[4].
- Египет[4]
- Индонезия: Производится по лицензии[3][4][6]. Производитель — «PT Pindad» (модели PM1 и PM1A1)[7].
- Иран[4].
- Италия: принят на вооружение армии в 1959 году[3]. Используется подразделениями специального назначения (в частности, GIS[3] и NOCS)[8], а также правоохранительными органами (карабинеры[9], государственная полиция и тюремная охрана, финансовая гвардия, корпус лесной охраны[10]).
- Коста-Рика[4]
- Куба[11]
- Ливия[3][4].
- Мальта (вооружённые силы)[12].
- Нигерия[3][4] — производится под наименованием PMS-12 на построенном при содействии ФРГ оружейном заводе DICON в городе Кадуна[13].
- Португалия[4]
- Саудовская Аравия[3][4].
- Судан производится Military Industry Corporation[4]
- Тунис[3][4]
- Франция (полиция)[14].
- Чили[4]

## Галерея

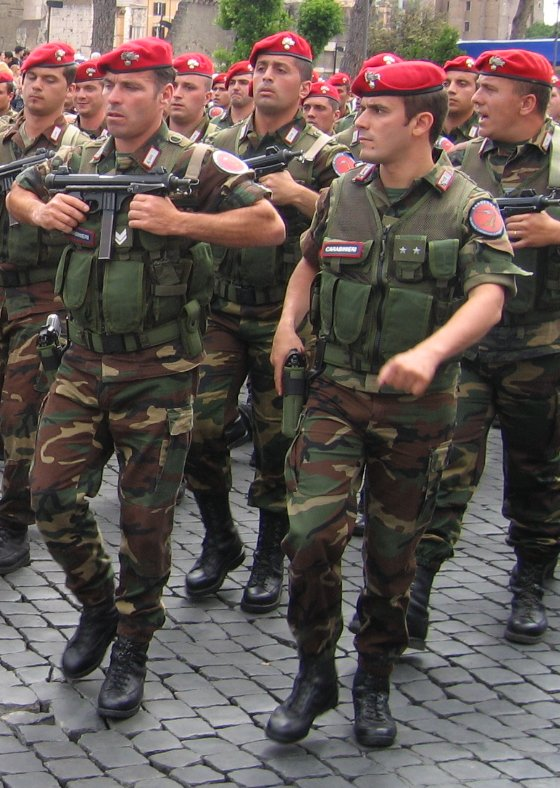
Карабинеры на параде в Риме
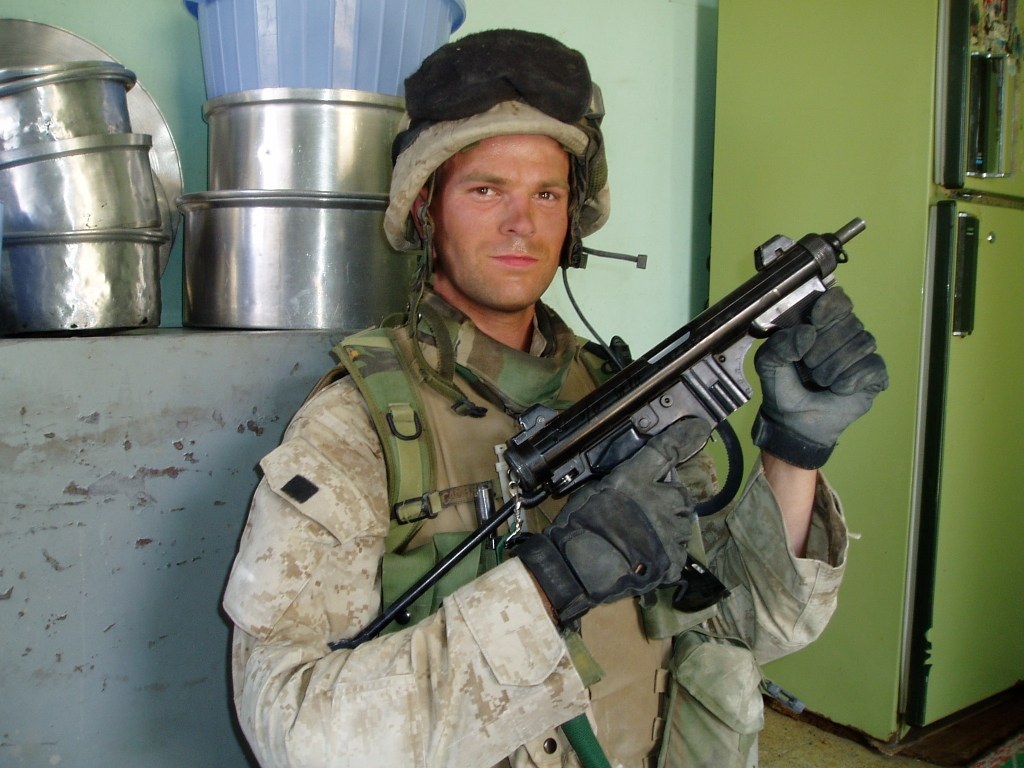
Американский пехотинец в Ираке
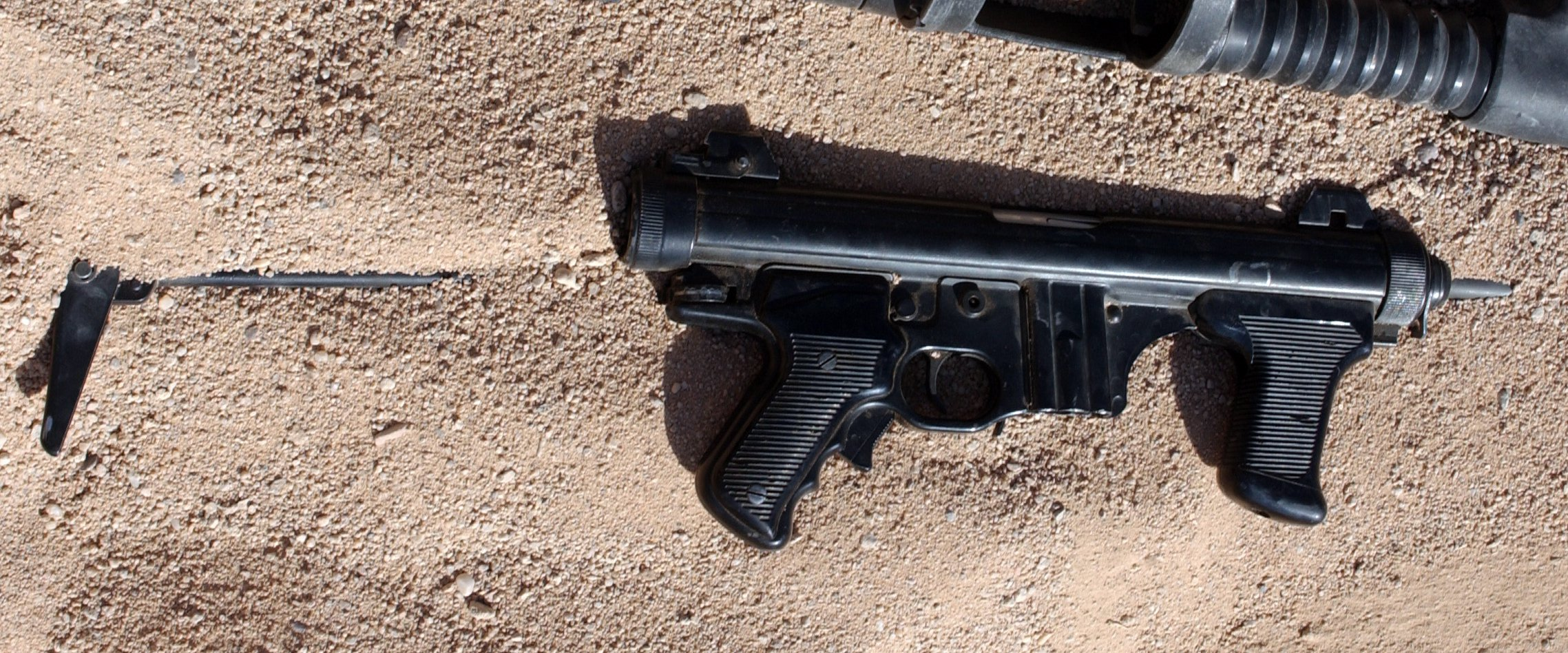
М12, конфискованный в Ираке